# Dan Clifton
Dan „Dynamite Dan“ Clifton,  auch bekannt als Dynamite Dick (* 1865; † um 1896 nahe Blackwell, Kay County, Oklahoma) war ein amerikanischer Bandit und Mitglied der Wild Bunch, einer Outlaw-Bande, die in den 1890er Jahren vorwiegend Banken, Züge und Postkutschen in Arkansas, Oklahoma, Kansas und dem Indianer-Territorium ausraubten.

## Leben
Clifton war ein kleinkrimineller Räuber, Safeknacker und Viehdieb in Oklahoma und dem Indianer-Territorium, bevor er 1892 zur Doolin-Gang kam. Nach der erfolgreichen Flucht der Gang vom Tatort wurde auf Clifton ein Kopfgeld von 3.500 US-Dollar ausgesetzt.
Clifton gilt als einer der „am meisten getöteten Outlaws Amerikas“, weil immer wieder an den Leichen von Getötenden die Finger abgeschossen wurden, um für den Körper das Kopfgeld zu kassieren. Oftmals wurden drei Finger auch einfach abgeschnitten, um die Leichen als Clifton auszugeben.
Clifton wurde Berichten zufolge im Jahr 1896  in der Nähe von Blackwell in Kay County, Oklahoma von Deputy US Marshal Chris Madsen getötet.
Weil es fraglich war, ob dem Erschossenen die richtigen Finger fehlten, spekulierte man, dass der Getötete vermutlich auch der Outlaw Buck McGregg gewesen sein könnte.
Obwohl Clifton nie porträtiert wurde, war es sehr wahrscheinlich, dass er der Getötete war, zumal Madsen behauptete ihn gekannt zu haben und Clifton später nie wieder auftauchte.

## Film
Der Schauspieler Buck Taylor spielte Clifton mit dem seltener gebrauchten Spitznamen „Dynamite Dick“, statt „Dynamite Dan“, in dem 1981er Spielfilm Zwei Mädchen und die Doolin-Bande (Originaltitel: Cattle Annie and Little Britches), in dem Amanda Plummer als Cattle Annie ihr Debüt hatte. Unter der Regie von Lamont Johnson spielte Diane Lane die Rolle der Little Britches.